# Giornalieri
Nel linguaggio cinematografico per giornalieri si intende il totale del girato effettuato in una sessione di riprese (generalmente si intende una giornata, da cui il nome), dopo lo sviluppo e la stampa della relativa pellicola. 
I giornalieri comprendono le numerose riprese che vengono girate per una stessa scena fino alle operazioni di sviluppo, taglio e vaglio. In fase di montaggio il girato perde questa definizione e diviene "materiale". Si tratta quindi del negativo originale di ripresa.